# فريدريش ناومن
فريدريش ناومان (ولد 25 مارس 1860 في مقاطعة ساكسونيا في ألمانيا - توفي 24 أغسطس 1919). كان سياسيًا ليبراليًا ألمانيًا وراعي أبرشية بروتستانتية. درس اللاهوت مثل والده في لايبزيغ وإرلنغن. وقد تعرف على المشاكل الاجتماعية للطبقة العاملة من خلال عمله في الخدمة الاجتماعية ومن ثم قسيساً في مقاطعة ساكسونيا.
في عام 1896، أسس الجمعية الوطنية الاجتماعية التي سعت إلى الجمع بين الليبرالية والقومية والاشتراكية (غير الماركسية) والقيم المسيحية البروتستانتية ، واقترح إصلاحًا اجتماعيًا لمنع الصراع الطبقي. قاد الحزب حتى اندماجه في الاتحاد الحر في عام 1903. من عام 1907 إلى عام 1912 ومرة أخرى من عام 1913 إلى عام 1918، كان عضوًا في الرايخستاغ للإمبراطورية الألمانية.
دافع نومان عن سياسة خارجية إمبريالية، واضعا مقترحا لألمانيا بالسيطرة على أوروبا الوسطى في خطته ميتيلوروبا لعام 1915. بعد الحرب العالمية الأولى، شارك في تأسيس الحزب الديمقراطي الألماني وانتخب لعضوية الجمعية الوطنية في فايمار. نومان هو أيضا مثير للجدل إلى حد ما لتصريحاته المعادية للأرمن. سميت مؤسسة فريدريش ناومان التابعة للحزب الديمقراطي الحر باسمه.

## الحياة السياسية

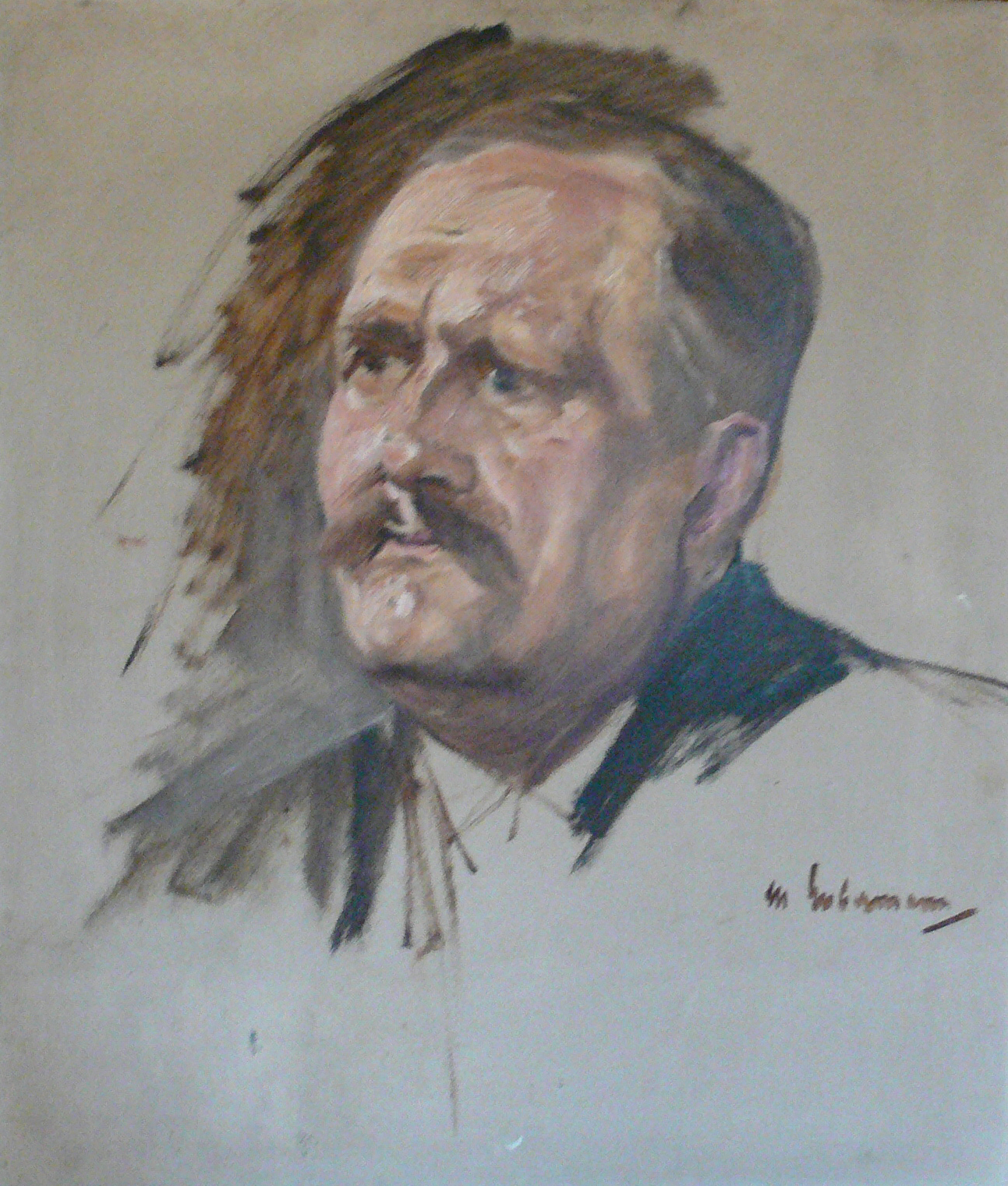
رسم تخطيطي لصورة فريدريش نومان، منزل تيودور هيوس، شتوتغارت.

كان الهدف الرئيسي لعمل ناومان السياسي هو توحيد كل المجموعات الليبرالية في تحالف موحد، ومنه الانطلاق لتشكيل تحالف عريض يضم من اليمين، الليبراليين الوطنيين حتى الاشتراكيين الديمقراطيين من جهة اليسار. وتكللت هذه الجهود بالنجاح في تشكيل “حزب التجمع الليبرالي اليساري” سنة 1910. وقد نجح في سنة 1912 في الاقتراب كثيراً من تحقيق هدفه من خلال التحالف الانتخابي مع الحركات الاشتراكية الديمقراطية.
لقد كان ً فريدريش ناومان معروفا لدى الرأي العام في عصره أنه الممثل الحقيقي لليبرالية الاجتماعية ولكنه قام في نفس الوقت بدعم سياسة الإمبراطور فيلهلم الاستعمارية والعسكرية من أجل الحصول مقابل ذلك على تنازلات حقيقية من قبل الطبقة الحاكمة من أجل الإصلاح في المجتمع الألماني، بالإضافة إلى ذلك بدأ يروج لفكرة بناء حلف من دول وسط أوروبا تحت القيادة الألمانية، وقد لاقى هذا التوجه الكثير من الدعم والقبول لدى الرأي العام في ألمانيا، ولكن القيادة العسكرية للجيش الألماني لم تكن متحمسة لهذه الإستراتيجية.
أما بعد الحرب العالمية الأولى، قام فريديريش ناومان بتركيز كل أماله وجهوده من أجل إعادة البناء من أجل الإصلاحات الديمقراطية والتركيز على التثقيف السياسي من خلال تأسيس ما سمي “بمدرسة المواطنة”. حيث بدأ يثقف المواطنين عامة بمفاهيم الديمقراطية والمواطنة والحقوق المدنية دون اعتبار إلى الانتماءات السياسية.
يعتبر فريدريش ناومان أحد الأعضاء المؤسسين “الحزب الديمقراطي الألماني” الذي كان يعتبر حزباً ليبرالياً يسارياً مؤيداً للجمهورية. وقد أعلن عن تأسيسه سنة 1918 , وانتخب فريدريش ناومان أول رئيساً له.وما لبث بعد فترة وجيزة أن مرض، وبالرغم من ذلك، فقد شارك في الأشهر الأخيرة من حياته بالحوارات والنقاشات حول إعداد الدستور الألماني الجديد الذي سمي لاحقاً “دستور جمهورية فايمار” باسم المدينة التي أعلن فيها ولادة الجمهورية الألمانية سنة 1918 والتي سميت في الأدب السياسي الألماني “جمهورية فايمار”, وقد كان له تأثيراً كبيراً على الجزء المتعلق بالحقوق الأساسية من الدستور المقترح.

## الوفاة
لقد توفي فريديريش ناومان بعد أيام من إقرار الدستور الألماني الجديد في 24 من شهر آب في سنة 1919.
من الجدير بالذكر في هذا السياق أن يقوم ثيودور هيوست صديق ورفيق فريدريش ناومان الذي أصبح رئيسا لجمهورية ألمانيا الإتحادية، واعترافاً منه بفضله عليه واحتراماً وتقديراً لجهوده السياسية، بتأسيس مؤسسة فريديريش ناومان سنة 1958 من أجل استمرار إرثه الليبرالي في مجال التثقيف السياسي والعمل المجتمعي والمساهمة في العمل من أجل الديمقراطية الليبرالية في جميع أنحاء العالم.

## روابط خارجية
- فريدريش ناومن على موقع الموسوعة البريطانية (الإنجليزية)